# Arther Handel

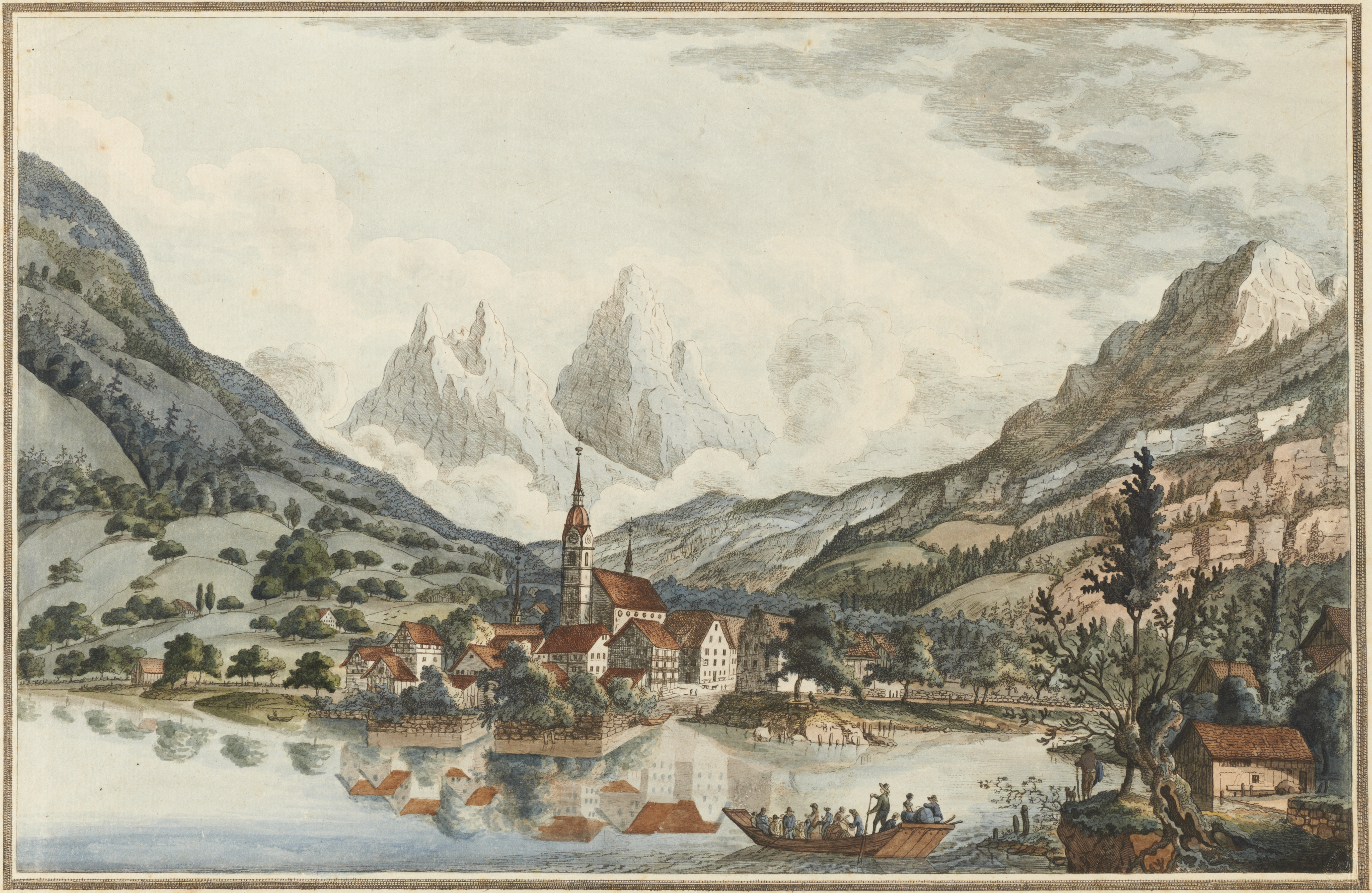
Die Schwyzer Gemeinde Arth am Zugersee war eine reformierte Insel im katholischen Stand Schwyz.

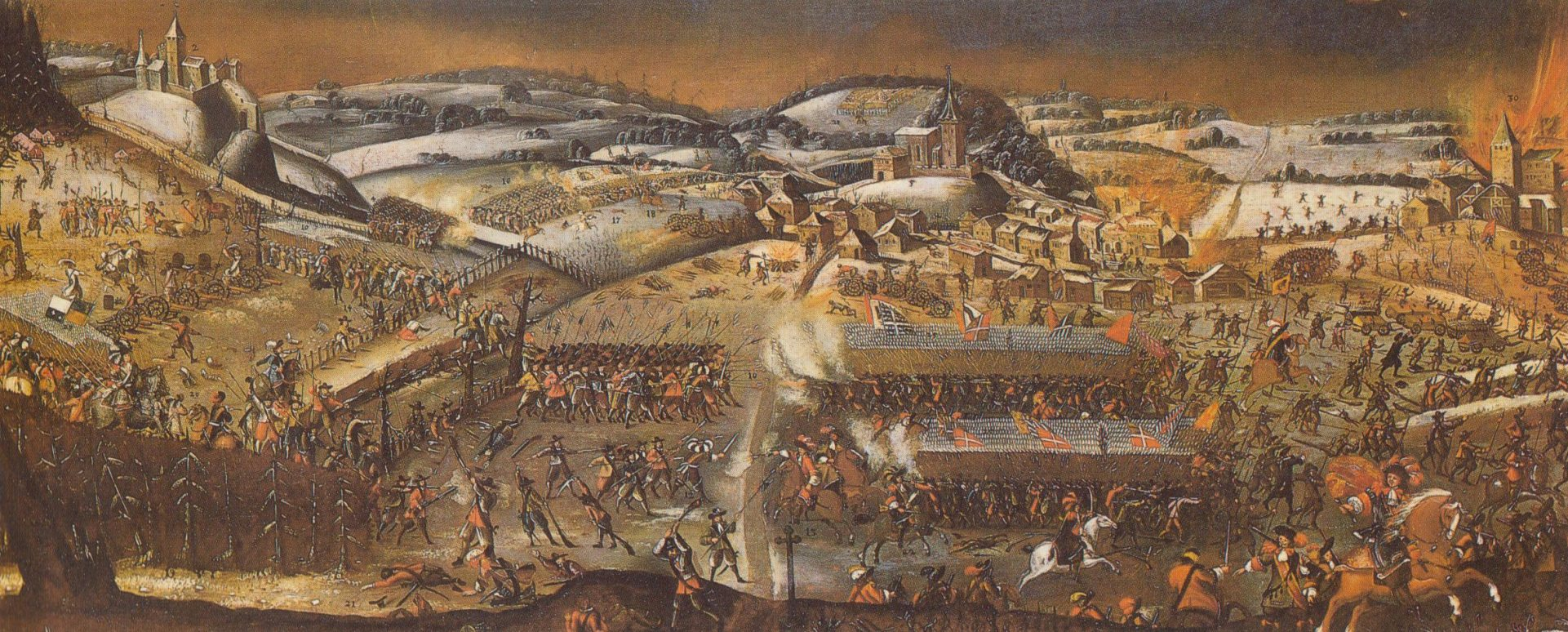
Die Erste Schlacht von Villmergen war die direkte Konsequenz des Arther Handels.

Als Arther Handel oder auch Arther Wirren werden konfessionelle Spannungen bezeichnet, die 1655 in der Schwyzer Gemeinde Arth stattfanden und 1656 den Ersten Villmergerkrieg auslösten.

## Vorgeschichte
Bereits seit 1519 gab es in Arth Bestrebungen, sich der Reformation anzuschliessen. In diesem Jahr wurde der in Arth gebürtige Balthasar Trachsel (1493–1562) Pfarrer der Dorfgemeinde. Balthasar Trachsel predigte zugunsten der Priesterehe und heiratete als erster Pfarrer der Alten Eidgenossenschaft. Auch predigte er gegen Marienkult, Ablass und Heiligenverehrung. 1527 resignierte er aber von seinem Posten. Der Sieg der katholischen Orte im Zweiten Kappelerkrieg 1531 veränderte die Situation in Arth. Offiziell war die Gemeinde katholisch, inoffiziell reformiert (Nikodemismus). Anfang des 17. Jahrhunderts gründete der als «Tischmacher» bekannte Baschi Meyer eine täuferische Gemeinde. Gegen diesen schritt der Stand Schwyz 1629 energisch ein. Es kam zu Gerichtsverfahren und Gefängnisstrafen gegen bekannte Täufer und einige reformierte Bürger. Danach wurde es wieder ruhig und die reformierte Kirchengemeinde agierte mit Duldung des Standes im Geheimen weiter. Dies änderte sich 1653, als der Pfarrer Melchior Meyenberg sein Amt in Arth antrat. Er ging auf Konfrontationskurs gegen die Nikodemiten, die sich daraufhin um Hilfe an den reformierten Stand Zürich wandten. 1653 war es in der Schweiz zu einem Bauernaufstand gekommen. Die Behörden befürchteten einen neuen Aufstand in Arth gegen den neuen Pfarrer und die katholische Obrigkeit. Die katholische Obrigkeit traf sich am 21. September 1655 im Gebäude der Kapuziner in Schwyz mit der Regierung des Standes und forderte ein hartes Vorgehen gegen die Nikodemiten in Arth.

## Eingreifen des Standes Schwyz und Reaktion von Zürich
Die Regierung von Schwyz beschloss die Verhaftung der Führer der Reformierten in Arth. Doch diese flüchteten am selben Tag mithilfe des reformierten Hauser Pfarrers Johann Erhard Kesselring (1617–1696) nach Kappel und später nach Zürich. Besonders die Angehörigen der engagierten Familie von Hospental mussten ihre Heimat verlassen. Das Vermögen der Betroffenen wurde von den Behörden beschlagnahmt. Insgesamt flohen zirka 40 Personen in das reformierte Zürich, wo sie am 25. September 1565 eintrafen. Nach ihrer Ankunft schrieb der Bürgermeister und Rat der Stadt Zürich einen Brief an die Regierung in Schwyz und forderte diese auf, die Glaubensfreiheit zu akzeptieren, und drohte mit Konsequenzen. Doch die Regierung von Schwyz liess sich nicht beeindrucken und regierte hart und nahm am 28. September 22 Arther Reformierte gefangen, um ihnen den Prozess zu machen. Drei weitere Arther Bürger wurden an die Inquisition in Mailand übergeben. Am 17. November wurden Melchior von Hospental, Sebastian Kernel und Georg Karner zum Tode verurteilt und in Weinbub bei Schwyz hingerichtet. Am 12. November erlitt Barabara von Hospental dasselbe Schicksal, nachdem am 17. Oktober Anna Balz aus dem Gefängnis in Schwyz fliehen konnte. Im Dezember 1655 errichteten die Kapuziner mithilfe der Schwyzer Regierung in Arth ein Kloster, um die aufmüpfige Gemeinde unter Kontrolle zu bringen. Die Hinrichtungen und das harte Vorgehen der Behörden von Schwyz führten dazu, dass der Kleine Rat der Stadt Zürich am 4. Januar 1656 dem Stand Schwyz und den anderen katholischen Ständen den Krieg erklärte, nachdem die Zürcher die Regierung von Schwyz mehrmals um Milde gebeten hatten und die Übernahme der verbleibenden «Häretiker» vorgeschlagen hatten. Zürich und das verbündete Kanton Bern wollten die Hinrichtungen auf jeden Fall verhindern. Am 5. Januar überfielen die Zürcher das Kloster Rheinau. Am 6. Januar griffen sie die gemeine Herrschaft Thurgau an und am 7. Januar begannen sie mit der Belagerung von Rapperswil. Der Villmergerkrieg hatte begonnen.